# Michela Rostan
Michela Rostan (Polla, 25 gennaio 1982) è una politica italiana.

## Biografia
Figlia di Emilio, vive a Melito di Napoli. Dal 2012 esercita la professione di avvocato, iscritta all'ordine degli avvocati di Padova.

### Deputato
Alle elezioni politiche del 2013 viene eletta alla Camera dei Deputati nella XVII legislatura, tra le liste del Partito Democratico nella circoscrizione Campania 1. In merito alla vittoria del «NO» al referendum costituzionale del 2016, commenterà, in contrasto con l'allora segretario del PD Matteo Renzi, che «la realtà è più forte della bella narrazione». 
Il 14 marzo 2017 abbandona il Partito Democratico ed aderisce ad Articolo 1 - Movimento Democratico e Progressista di Pier Luigi Bersani, Massimo D'Alema e Roberto Speranza. In merito alla sua scelta dirà che «il processo unitario a sinistra deve plasmarsi dal basso. È un grande progetto politico, vogliamo costruire una politica diversa».
Viene candidata e rieletta alle elezioni politiche del 4 marzo 2018 tra le liste di Liberi e Uguali (in quota Articolo Uno), nella medesima circoscrizione per la XVIII legislatura.
Il 21 giugno 2018 è vicepresidente della XII commissione Affari Sociali della Camera.
Il 18 febbraio 2020 passa ufficialmente da Articolo Uno ad Italia Viva, definendolo «l'unico contenitore veramente riformista». Sulle motivazioni di tale scelta, Rostan scrisse una lettera - riportata da DIRE - ove comunicava a Federico Fornaro, capogruppo di LeU alla Camera, di abbandonare il partito per disaccordi con il Ministro della Salute Roberto Speranza (LeU). Dichiarò in seguito a Il Messaggero, che «Leu non ha futuro, non esiste più» e che «il PD sui temi a me cari, come appunto quello della giustizia, ha abdicato in favore del M5S».
Il 17 gennaio 2021, contrariamente alle indicazioni di Renzi, vota la fiducia al governo Conte II ed il 2 febbraio successivo passa al Gruppo misto, nella componente dei Non iscritti.
Il 3 giugno 2022 annuncia il proprio ingresso in Forza Italia, motivando così la sua scelta: «gli eventi eccezionali di questi anni hanno cambiato vite e priorità e il modo di declinare la politica (...) Ho deciso di aderire a Forza Italia, una forza garantista, moderata, europeista». Conclude il mandato parlamentare nell'ottobre successivo.

## Vita privata
Si è sposata nel 2016 con Nicola Cante.